# Diamantbollen
Diamantbollen, svensk for Diamantbolden, er en årlig pris, der uddeles til Sveriges bedste kvindelige fodboldspiller. Prisen uddeles af Sveriges fodboldforbund og avisen Sydsvenskan. Prisen uddeles samtidig med den mandlige udgave, som kaldes Guldbollen.
Diamantbollen blev etableret i 1990 og var et samarbejde mellem SvFF og morgenavisen Arbetet indtil 2000. Siden 2001 er prisen blevet uddelt af Sveriges forboldforbund og Sydsvenskan. Før denne pris fandtes der en lignende pris med navnet "Årets fotbollstjej" ("Årets fodboldpige"), som blev uddelt af Sveriges fodboldforbund og Dagens Nyheter fra 1980 til 1989.

## Vindere

### Årets fotbollstjej
- 1980 - Anna Svenjeby, Kronängs IF
- 1981 - Pia Sundhage, Jitex BK
- 1982 - Anette Börjesson, Jitex BK
- 1983 - Elisabeth Leidinge, Jitex BK
- 1984 - Lena Videkull, Trollhättans IF
- 1985 - Eva Andersson, GIF Sundsvall
- 1986 - Gunilla Axén, Gideonsbergs IF
- 1987 - Eleonor Hultin, GAIS
- 1988 - Lena Videkull, Öxabäcks IF
- 1989 - Eleonor Hultin, Jitex BK

### Diamantbollen
- 1990 - Eva Zeikfalvy, Malmö FF
- 1991 - Elisabeth Leidinge, Jitex BK
- 1992 - Anneli Andelén, Öxabäck/Mark IF
- 1993 - Lena Videkull, Malmö FF
- 1994 - Kristin Bengtsson, Hammarby IF
- 1995 - Malin Andersson, Älvsjö AIK
- 1996 - Malin Swedberg, Älvsjö AIK
- 1997 - Ulrika Karlsson, Bälinge IF
- 1998 - Victoria Svensson, Älvsjö AIK
- 1999 - Cecilia Sandell, Älvsjö AIK
- 2000 - Tina Nordlund, Umeå IK
- 2001 - Malin Moström, Umeå IK
- 2002 - Hanna Ljungberg, Umeå IK
- 2003 - Victoria Svensson, Djurgården/Älvsjö
- 2004 - Kristin Bengtsson, Djurgården/Älvsjö
- 2005 - Hanna Marklund, Sunnanå SK
- 2006 - Lotta Schelin, Kopparbergs/Göteborg FC
- 2007 - Therese Sjögran, LdB FC Malmö
- 2008 - Frida Östberg, Umeå IK
- 2009 - Caroline Seger, Linköping FC
- 2010 - Therese Sjögran, LdB FC Malmö
- 2011 - Lotta Schelin, Olympique Lyonnais
- 2012 - Lotta Schelin, Olympique Lyonnais
- 2013 - Lotta Schelin, Olympique Lyonnais
- 2014 - Lotta Schelin, Olympique Lyonnais
- 2015 - Hedvig Lindahl, Chelsea L.F.C.
- 2016 - Hedvig Lindahl, Chelsea L.F.C.
- 2017 - Kosovare Asllani, Manchester City WFC/Linköpings FC
- 2018 - Nilla Fischer, VfL Wolfsburg
- 2019 - Caroline Seger, FC Rosengård
- 2020 - Magdalena Eriksson, Chelsea Ladies FC
- 2021 - Fridolina Rolfö, FC Barcelona
- 2022 - Fridolina Rolfö, FC Barcelona
- 2023 - Elin Rubensson, BK Häcken FF
- 2024 – Johanna Rytting Kaneryd, Chelsea Ladies FC

Kilde: